# Sint-Amanduscollege (Gent)
Het Sint-Amandusinstituut was een bekende school, in de Oude Houtlei, in het centrum van Gent. De middelbare school, vroeger gekend als het Sint-Amanduscollege, werd opgericht in 1863. De school werd georganiseerd door de Broeders van de Christelijke Scholen en was vooral bekend door de wiskundige vorming van zijn leerlingen. In de jaren 50 en 60 werd een groot stuk van de gebouwen heropgebouwd in modernistische stijl.
De school organiseerde ook het speciaal jaar wiskunde, als voorbereiding op de studies van burgerlijk ingenieur.
Wegens de sterke daling van het aantal leerlingen werd het in 1999 bij de Visitatiehumaniora gevoegd, onder de nieuwe naam De La Sallecollege. Toen de leegloop bleef aanhouden, werd het in juli 2003 opgedoekt.
Daarna werden de Sint-Lucasacademie, een deel van Kunsthumaniora Sint-Lucas en een deel van de Arteveldehogeschool er gehuisvest, wat ten minste de onderwijsfunctie van de gebouwen bewaarde. Een ander deel van het complex is inmiddels verkocht en verbouwd tot appartementen.
Vlakbij ligt de Sint-Amanduskapel.